# Ranjeng (Cisitu)
Ranjeng is een bestuurslaag in het regentschap Sumedang van de provincie West-Java, Indonesië. Ranjeng telt 2361 inwoners (volkstelling 2010).